# Barabra
Barabra è un antico termine etnografico per i popoli Nubiani nord del Sudan e nel sud dell'Egitto. La parola è variamente derivata da Berberi, o descritta come identica a Barabara; figura così nell'iscrizione su un portale di Tuthmosis I, come il nome di una delle 113 tribù da lui sottomesse.
In un'iscrizione successiva di Ramesse II a Karnak (1300 a.C.), Beraberata viene indicato come il nome di un popolo conquistato nel sud. Si suggerisce quindi che Barabra sia un vero nome etnico, confuso in seguito con il barbaro greco e romano, e ripreso nel suo significato proprio in seguito alla conquista musulmana. Una tribù che vive sulle rive del Nilo tra Wadi Halfa e Assuan si chiama Barabra.
Il termine è ora respinto dai nubiani, in quanto è inteso come un termine peggiorativo usato come un insulto in riferimento al colore della pelle, alla bassa intelligenza e alla brutalità.